# ルター聖書

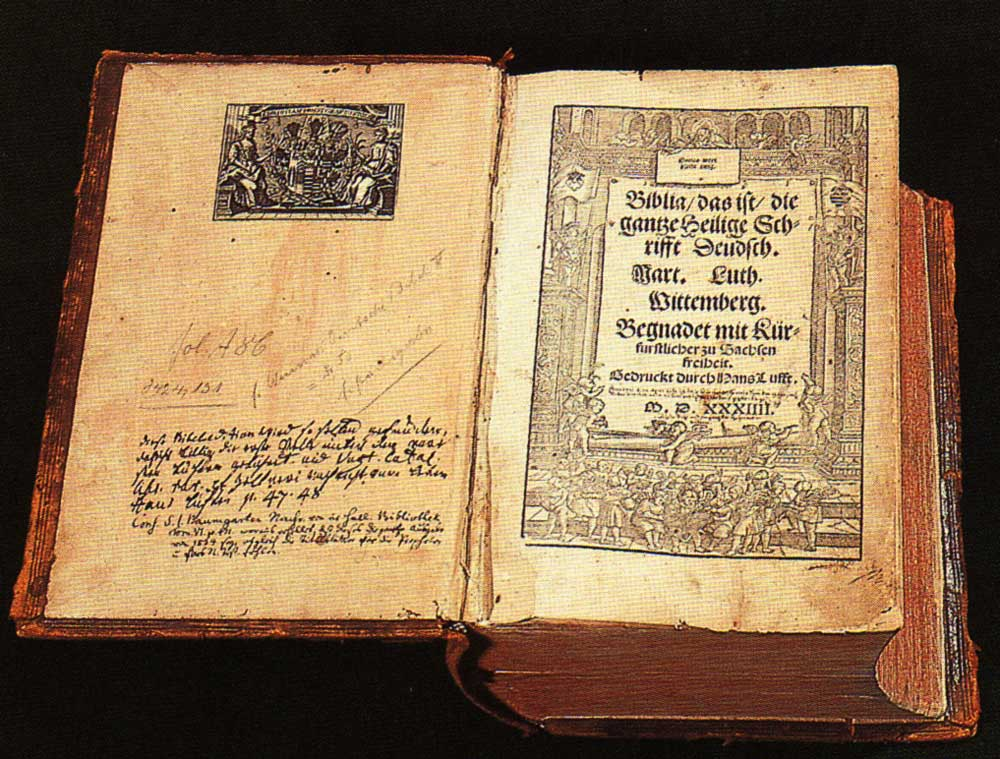
ルタ―聖書（1534年）

ルター聖書（独:Lutherbibel）は、マルティン・ルターによるヘブライ語及び古典ギリシア語からの旧約聖書と新約聖書のドイツ語訳である。まず、ルターは独力で新約聖書の翻訳を行ったが、旧約聖書の翻訳に際してはカスパール・アクィラら複数の専門家から助言を受けた。新約聖書の翻訳に於いては特にヴルガータの影響が強く感じられる。『翻訳に関する書簡』の中でルターは、自分の翻訳原則についての釈明を行っている。（当時の読者にとっての）流麗な翻訳を志した一方、聖書の文面が格別深い意味を表しているように見える部分では、すべて直訳がなされたというのである。
ルターはその死に至るまで自ら訳稿を改稿し、またそれぞれの版に序文を付した。ルターの死後、ルター聖書のテクストは出版社の恣意に任されるようになった。これは何よりもまず正書法に関することであるが、それだけではなかった。19世紀後半になって初めてテクストは統一を経験することになった。ますますルターの明らかな誤訳が目に付くようになったのである。誤訳はルターが古典古代世界や古代オリエント世界について専門知識を欠いていたことによるものであった（例えば、飼兎、ユニコーン、ツゲの木など、動物学的、植物学的に言ってオリエントにとって一般的ではないもの）。しかし、とりわけ重要なのはテクストの基礎が一変してしまったことである。ルターはいわゆるテクスツス・レケプツスをもとに翻訳を行っていた。これは、ビザンツ帝国時代に統一されたものであり非常に普及していた新約聖書のテクストであった。これに対して、テクスト・クリティークによってより古い時代からの多数のパピルス断片が集積、評価されたのである。これらは部分的には別のテクストを提示するものであった。決定的かつ学問的な新約聖書のテクストであるネストレ・アーラントには、これらのパピルス断片を参照した上で起草された古代の写本にはまったく拠らない混合テクストが含まれている。こうした学問的なテクストは重要な現代聖書翻訳の基盤となっている。にも拘らず、テクストクリティークをまったく拒絶し、伝承テクストの文面を霊感に満ちたものと見做す諸グループも存在する。
1975年の修正ではこの問題についてはもはや触れられず、代わってルター聖書を現代語の慣用に近づけることが図られた。例えば、「光をシェッフェルの下には置かない／新共同訳：ともし火をともして升の下に置くものはいない」（マタイ5.15）という諺的な言葉は削除された。穀物の計量器としての「シェッフェル（大きな桶）」はもう知られていないからである。代替として「アイマー（バケツ）」が用いられたため、1975年の翻訳は「アイマー聖書（バケツ聖書）」の名前を持つことになった。しかしながら1975年版テクストは、クリスマスの挿話の部分に於いて多くの読者が暗記するほど愛好していた文面に介入してしまったため、最終版として成功することはなかった。この事情は同時に、なぜ1984年の修正があれほど成功したのかについても教えてくれる。1984年版は、よく知られていない箇所では学問的厳密さに拘ってルターの文面から隔たっており、装飾過剰な構文を解消してしまっているのだが、クリスマス挿話その他の愛好されてきたテクストには一切手をつけていないのである。

## ルター訳の成立過程
ヴォルムス帝国議会からヴィッテンベルクへの帰路、誤ってザクセン選帝侯フリードリヒ賢公のものであると考えられている誘いによって、ヴァルトブルクに招かれた後、当地で「ユンカー・イェルク（Junker Jörg）」として潜伏しつつルターは聖書翻訳を開始した。1522年9月には翻訳が完了した新約聖書が大版で印刷された（「9月聖書」）が、既に同年12月にはテクストが改稿され挿絵も訂正されている。その後数年に渡ってこの聖書は少しずつ拡張され、改稿されていった。
1524年10月にはモーセ五書・歴史書・詩書が完成され、おそらくは1526年3月にヨナ書、1526年6月にハバクク書、1528年1月にゼカリヤ書、1528年10月にイザヤ書が完成している。
1529年、新約聖書が基礎から校正され、1530年には最終的な編集が行われた。諸書への取り組みはさらに進み、同時に注釈作成も行われた。1529年6月にはソロモンの知恵が、1530年4月にはダニエル書が浩瀚な注釈付の序言と共に完成され、同年6月にはエゼキエル書の注釈付きの38章・39章が成立した。1531年には詩篇が新たに最終的な形で作成された。
1532年3月、ハンス・ルフトは預言書を印刷した。翌年の1月にはシラの書が、その後すぐに第一マカバイ記が、スザンナとダニエルの話及びベルと竜の話が補われて、ルターによる第2版として完成された。
1533年には、完全版への直接的な準備があり、そこでは旧約聖書のモーセ五書・歴史書・詩書、中でも創世記のさらなる校正が行われた。1534年の10月4日から11日にかけてはミカエル・ミサが開催されていたが、そこで900枚の未製本の完全原稿が6部構成でそれぞれにタイトルページとページ番号が付いた形で登場した。モーセ五書、歴史書及び諸詩書、預言書、外典、そして新約聖書である。
1545年、ルター自らによる最後の修正が行われた。数世紀にわたってこの聖書は印刷者や聖書協会によって各自の判断に基づいて現代化されていったため、19世紀末には将来的に統一的且つ校正されたテクストを普及させることが不可欠になった。その際に問題になったのは正書法である。ルター聖書が学校教材として使用される以上、教師が書き取り試験の際に間違いとしてバツをつけるであろう文章を、生徒は読んではならなかった。このため、1861年及び1863年には統一的な聖書テクストの決定について合意され、10人の神学者に新約聖書の校訂が委託された。1867年、試験的に新約聖書が編纂され、この新約聖書は1870年に最終的に完成された。しかし、初めて完全版の「試訳聖書」が登場したのは、1883年になってのことであった。1892年には、最初の「教会の名に於ける」改訂が終わったと説明された。
1912年には二度目の改訂があった。こういった聖書の諸版はビザンツ帝国のテクスト、即ち古代後期に統一された新約聖書の形態から出発していたが、より早期のパピルスの評価を通じてなされたテクスト・クリティーク（まさに敬虔な研究者たちによって行われた）によって、現在の学問的編集の基盤となっており且つこれ以降のルター聖書の校訂に於いて参照されることになった、より古いテクスト形態が確定された。1956年に新約聖書の校訂は終了し、1964年には旧約聖書の校訂も終了した。1970年には外典についても終了し、その5年後には旧約聖書についていくつかの変更がなされたが、この際には2箇所の教会とオーストリアにその導入を拒絶されている。
1977年、ドイツ福音協会の諮問会議は前回の新約聖書校訂での根本的なテクスト変更を取り消すことを決定した（約120箇所に関係する）。これらの復古的なテクスト形態は1984年に新約聖書第3版として使用が開始された。その他、聖書の人名の書法が聖書全体について新たにルール化されてもいる。1975年の校訂ではプロテスタントーカトリック合同委員会が聖書中の固有名詞の書法について一貫して責任を負っていた（ロックム・ガイドライン）のであるが、1984年のルター聖書では、あまりに多くの変更を教会信徒に対して要求することはできないと考えられ、多くの名前表記に際して再び古来のルターによる書法が使用された。NazaretではなくNazareth（新共同訳「ナザレ」）、KafernaumではなくKapernaum（新共同訳「カペルナウム」）、EzechielではなくHezekiel（新共同訳「エゼキエル」）、LjobではなくHiob（新共同訳「ヨブ」）といった具合である。このようにして、独特な混乱が生じてしまった。名前が現在では一般的なものとは考えられ得ないような、古くからの教会統一的ではない書法で書かれる一方（Absalom, Asser, Ephraim, Jeftahなど）、84年版ルター聖書では多くの著名な名前がロックム･ガイドラインの形式で収録されているためである。例えば、「ルツ」Rut （Ruthではなく）、「ヨナタン」Jonatan （Jonathanではなく）、「エステル」 Ester （Estherではなく）。
1998年、非公式の改訂版が出された（「98年版ルター聖書」）。これは、旧約聖書を1912年のテクストのままにしておき、新約聖書は編纂者の目に必要と思われる箇所について「伝承テクスト」によって校訂するというものである。
1999年には、新正書法への転換に際して、わずかな箇所のみ1984年の公式改訂から修正され、聖書研究の最新の知見が盛り込まれることとなった。
「1545年版ルター聖書」の名の下に、ミヒャエル・ボルジンガーは、ルターの1545年のテクストを逐語的に今日の書式に書き改めるという目的を持った改訂版を発表している。この主にインターネットで普及している改訂版は、しかしながらルターの手による最終版に基くものではなく、さらに後の原稿によるものである。
いわゆる中核部分（Kernstellen）、つまり太く印刷された聖書の詩句は、その大部分が初期には堅信礼を受けた少年少女によって暗記されていたものであるが、これらはルター聖書の特徴をなしている。ルター自身が聖書の個々の部分を印刷に際して強調したのかもしれないが、この中核部分それ自体は、非常に能動的に聖書普及のために努力し中核部分によって人民にいくつかの「黄金詩句」をもたらそうとしたヴュルテンベルク敬虔主義の遺産なのである。聖書中の相関関係に於いては副次的でしかない文章が牧師のメンタリティーに合致した場合、そういった部分が中核部分に入れられてしまうということで、批判に火がつくことがある。それほど、中核部分の構成はすべてされてきているのである。
ルター聖書のさらなる特徴は、いわゆる旧約聖書の外典を切り離したことである。ルターはによる後期の翻訳は、再びユダヤ教正典の範囲を取るようになっていた。しかし、ルターは外典をも翻訳したのであり、外典を狭義の聖書の中に、即ち二つの聖書の中間に置いて、外典についてもまた説教を行ったのであった。
三番目のルター聖書の特徴は、彼の意向に基いての新約聖書の諸文書の配列である。ルターは、自分が神学的に疑わしいと考えた諸文書（ヘブライ人への手紙、ヤコブの手紙）を新約聖書の最後にずらしてしまった。

## ドイツ語への影響
マルティン･ルターの聖書翻訳は、ドイツ語への最初の翻訳ではなかった。既に10種類の翻訳が存在したのである。ルターの業績は、一方では、文章構成に於いて「民衆の口に示した」こと、即ち口語に近いような短くて含蓄のある文章を創造したこと、そして他方では、官庁で使われる統一的な言葉、つまり「一般的ドイツ語」を採用したことにある。ルターは古代の文体論や修辞学の遺産を好んで用いたが、このことは彼の聖書が記憶に残り易くなることに本質的に貢献したのであった。ルターの言語は東中部ドイツ語であったが、ルターは言葉を選ぶ際には常にフランク地域に赴き（ニュルンベルクは宗教改革思想の中心的な積替え地であった）、そこでは東中部ドイツ語（テューリンゲン・オーバーザクセン語など）の単語が通じないことに何度も気づかされ、単語を高地ドイツ語で理解しやすいように変更した。それ故、ルターは個人的にはMägdichen「少女」と言っていたが、聖書の中ではMägdleinの語が書かれている。ルターの故郷から出ている諺的になった語は、「少しばかりの寄付（Scherflein）をする／新共同訳：レプトン銅貨２枚を入れる」（ルカ21.2）という言い回しであるが、Scherfというのはエアフルトの小銭のことである。
ルター聖書が好まれたために、ルター聖書に強く依拠している聖書をカトリックの神学者が購入したものの、当然のごとく「異端者」の名前をタイトルページから削除した、というようなことも起こった。こうした知的財産の盗用にルターは抗議した（とはいえ、当時は著作権は未だ知られていなかったため、盗用を妨げることはできなかったが）。ルターは自身の翻訳の広範囲での普及を通じて初期新高ドイツ語の成長に対して一定の影響力を有したが、この影響力は長きに渡って過大評価されてきたものである。ヤーコプ・グリムは、「新高ドイツ語は実際にプロテスタント方言と見做され得る」と判断を下した。ルターが純粋に新しく作り出した諸語や、ルター聖書によってルターの東部中ドイツ語という発祥の地を越えて超域的な意味を与えられた諸語についてであれば、このことは妥当である。しかし、ルターの正書法については該当しない。ルターに排除されたポメラニア人がルター聖書を低地ドイツ語に訳したにも拘らず、ルター聖書の権威はプロテスタントの北ドイツに於ける低地ドイツ語の抑圧に寄与したのである。

## 参照項目
- ドイツ語訳聖書

## 文献一覧
- Die Luther-Bibel von 1534. Kolorierte Faksimileausgabe, 2 Bände und Begleitband (v. Stephan Füssel), Taschen Verlag, 2002 (Rezension und einige schöne Auszüge)
- Biblia Germanica. Luther-Übersetzung 1545, Ausgabe letzter Hand. Faksimilierte Handausgabe nach dem im Besitz der Deutschen Bibelgesellschaft befindlichen Originaldruck; einspaltig. Mit zahlreichen Initialen und Holzschnitten des Meisters MS, an deren Gestaltung Luther selbst mitgewirkt hat. Deutsche Bibelgesellschaft, 1967. ISBN 3-438-05501-5
- Die Luther-Bibel. Originalausgabe 1545 und revidierte Fassung 1912 (CD-ROM), Digitale Bibliothek 29, Berlin 2002, ISBN 3-89853-129-5 (Es handelt sich um Luthers frühneuhochdeutschen Text.)
- Siegfried Meurer im Auftrag der Dt. Bibelgesellschaft (Hrsg.): Die Bibel in der Welt. Band 21: Die neue Lutherbibel. Beiträge zum revidierten Text 1984. Stuttgart 1985.